# Хачин, Владимир Николаевич
Владимир Николаевич Хачин (род. 1 марта 1946 года, село Октябрьское Октябрьского района Чкаловской (ныне Оренбургской) области) — российский учёный, доктор физико-математических наук (1987).

## Биография
Школьные годы прошли в посёлке Чебеньки Оренбургского района Оренбургской области. В 1965 года окончил среднюю школу и поступил на физический факультет Томского государственного университета, который окончил в 1970 году.
С 1970 года начал научную деятельность в Сибирском физико-техническом институте (г. Томск) в новой области физики металлов — сплавы с памятью формы. В 1975 году защитил диссертацию на соискание ученой степени кандидата физико-математических наук. Научный руководитель Соловьев Л. А.
За работы по физике и металлургии титано-никелевых сплавов с памятью формы (нитинола) был удостоен премии Ленинского комсомола (1980).
Занимался популяризацией нового направления физики металлов, публикуя материалы о нитиноле в журнале «Наука и жизнь» (1980, № 3) и издательстве «М: Знания» (1984) в разделе «Новое в жизни науки и техники», изданных массовыми тиражами.
После защиты докторской диссертации (1986 г.) работал в должности заместителя, а затем директора Республиканского инженерно-технологического центра (РИТЦ) СО РАН начал активную работу по применению нитинола в технике и медицине. За создание инструмента с памятью формы для эндоскопического удаления мочевых и желчных камней (литоэкстракторы Хачина), был отмечен высшей наградой мирового форума изобретений «Эврика-95» — Золотой медали с отличием.
Организовал серийное производство нитиноловых литоэкстракторов, которые с 1991 года широко используются в клинической практике в России и в США.

## Научные труды
Соавтор более 100 научных трудов и 40 изобретений, 4 из которых запатентованы за рубежом. Индекс цитирования доступен на сайте eLIBRARY.ru.